# Geoffrey J. Walker
Geoffrey J. Walker va ser un lingüista i historiador, professor de la Universitat de Cambridge des de 1962 fins a la seva jubilació en 1997.
Fou membre del Fitzwilliam College de la Universitat de Cambridge, on estudià i llegí la tesi doctoral el 1963.
Va ser un estudiós de la llengua catalana, que va ensenyar a Anglaterra a través de la seva pertinença a l'Anglo-Catalan Society i a l'Associació Internacional de Llengua i Literatura Catalanes. El 1988 va rebre la Creu de Sant Jordi.
També va ser hispanista i va rebre l'orde d'Isabel la Catòlica el 1988.

## Obres
- Política española y comercio colonial : 1700-1789  (1979)
- L'Anglo-Catalan Society : 37 anys al servei de la cultura catalana in: Llengua i literatura 5, 1992, 753-761
- (com a traductor) Catalan. nationalism: past and present (1996) traducció a l'anglès del llibre d'Albert Balcells